# Thalamita spinicarpa
Thalamita spinicarpa is een krabbensoort uit de familie van de Portunidae. De wetenschappelijke naam van de soort is voor het eerst geldig gepubliceerd in 1995 door Wee & Ng.